# Koç Rams 2019
Questa voce raccoglie le informazioni riguardanti i Koç Rams nelle competizioni ufficiali della stagione 2019.

## 1. Lig 2019

### Stagione regolare
| Istanbul 6 aprile 2019, ore 17:00 1ª giornata | Koç Rams | 28 – 3 | ITÜ Hornets | Koç Üniversitesi Korumalı Futbol Sahası\| Arbitro: \| Karacık \| |
| Arbitro:                                      | Karacık  |        |             |                                                                  |

| Sakarya 21 aprile 2019 2ª giornata | Sakarya Tatankaları | 12 – 20 | Koç Rams | Sakarya Üni Besyo Stadi |

| Istanbul 5 maggio 2019 3ª giornata | Koç Rams | 33 – 23 | ODTÜ Falcons | Koç Üniversitesi Korumalı Futbol Sahası |

| Istanbul 18 maggio 2019 Recupero 4ª giornata | Boğaziçi Sultans | 15 – 35 | Koç Rams | Yıldız Teknik Üniversitesi- Davutpaşa Kampüsü |

| Eskişehir 25 maggio 2019 5ª giornata | Anadolu Rangers | 8 – 48 | Koç Rams | Muttalip Spor Kompleksi |

| Istanbul 1º giugno 2019 6ª giornata | Koç Rams | 48 – 6 | Uludağ Timsahlar | Koç Üniversitesi Korumalı Futbol Sahası |

| Ankara 16 giugno 2019 7ª giornata | Gazi Warriors | 0 – 63 | Koç Rams |  |

### Playoff
| 29 giugno 2019 Semifinale | Koç Rams | 35 – 27 | ITÜ Hornets |  |

| 14 luglio 2019 Finale | Koç Rams | 29 – 19 | ODTÜ Falcons |  |

## Central European Football League 2019

### Stagione regolare
| Kragujevac 13 aprile 2019, ore 13:00 1ª giornata | Kragujevac Wild Boars | 53 – 36 (7-7 22-22 7-0 17-7) referto | Koç Rams | Čika Dača |

| Istanbul 27 aprile 2019, ore 18:30 2ª giornata | Koç Rams | 7 – 55 (0-13 0-21 0-7 7-14) referto | Panthers Wrocław | Koç Üniversitesi Korumalı Futbol Sahası |

| Coira 11 maggio 2019, ore 18:00 3ª giornata | Calanda Broncos | 55 – 17 (28-3 7-6 7-8 13-0) referto | Koç Rams | Stadion Ringstrasse |

## Statistiche di squadra
| Competizione               | %Vittorie | In casa | In casa | In casa | In casa | In casa | In casa | In trasferta | In trasferta | In trasferta | In trasferta | In trasferta | In trasferta | Totale | Totale | Totale | Totale | Totale | Totale |
| Competizione               | %Vittorie | G       | V       | N       | P       | Pf      | Ps      | G            | V            | N            | P            | Pf           | Ps           | G      | V      | N      | P      | Pf     | Ps     |
| -------------------------- | --------- | ------- | ------- | ------- | ------- | ------- | ------- | ------------ | ------------ | ------------ | ------------ | ------------ | ------------ | ------ | ------ | ------ | ------ | ------ | ------ |
| 1. Lig - Stagione regolare | 1.000     | 3       | 3       | 0       | 0       | 109     | 32      | 4            | 4            | 0            | 0            | 166          | 35           | 7      | 7      | 0      | 0      | 275    | 67     |
| 1. Lig - Playoff           | 1.000     | 2       | 2       | 0       | 0       | 64      | 46      | 0            | 0            | 0            | 0            | 0            | 0            | 2      | 2      | 0      | 0      | 64     | 46     |
| CEFL - Stagione regolare   | .000      | 1       | 0       | 0       | 1       | 7       | 55      | 2            | 0            | 0            | 2            | 53           | 108          | 3      | 0      | 0      | 3      | 60     | 163    |
| Totale                     | .750      | 6       | 5       | 0       | 1       | 180     | 133     | 6            | 4            | 0            | 2            | 219          | 143          | 12     | 9      | 0      | 3      | 399    | 276    |